# 인형극

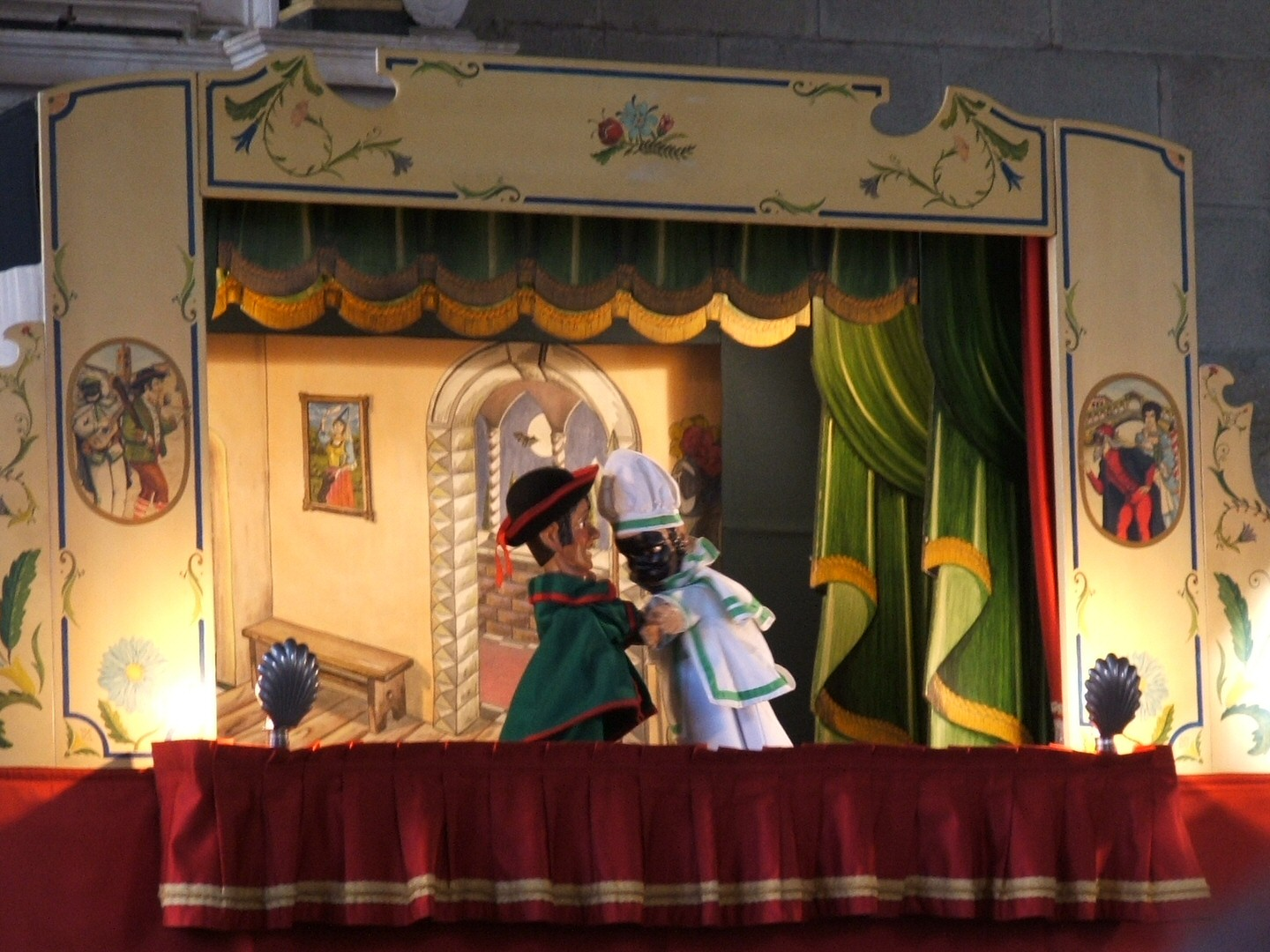
이탈리아 베르가모에서 열린 지오피노와 브리젤라 인형극

인형극(人形劇)은 넓게는 살아있는 배우가 아닌 물체를 이용하는 모든 공연 형태를, 좁게는 꼭두를 사람이 직접 조종하여 연출하는 공연 형태를 일컫는다.
꼭두극이라고 부르자고 주장하는 이들도 있으며 실제로 그렇게 이르는 사람도 있다.

## 인형극의 분류
인형극의 종류에는 조종 방법 등에 따라 막대인형극, 손인형극, 줄인형극, 그림자 인형극 등으로 나누고 있었으나, 분류 기준에 따라 다양한 분류가 가능할 뿐만 아니라 특히 현대에 들어 다양한 형태의 인형 조종이 시도됨과 동시에 여러 형태의 인형(꼭두, 오브제)이 함께 쓰임에 따라 이러한 분류는 큰 의미가 없게 되었다.
이 밖에도 특이한 형태의 인형극으로는 베트남의 전통 수상 인형극 같은 것이 있다.

## 인형의 종류

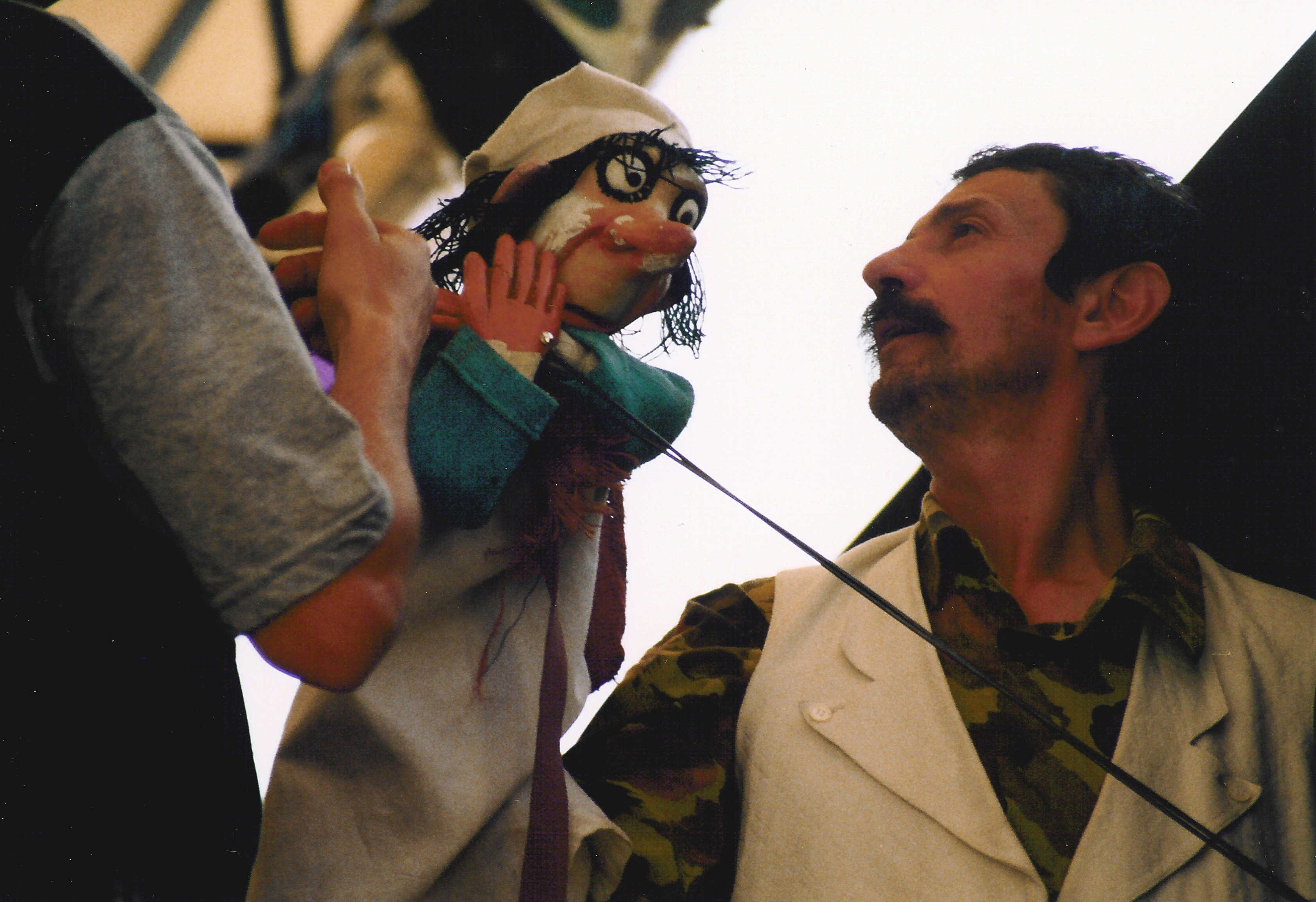
막대인형
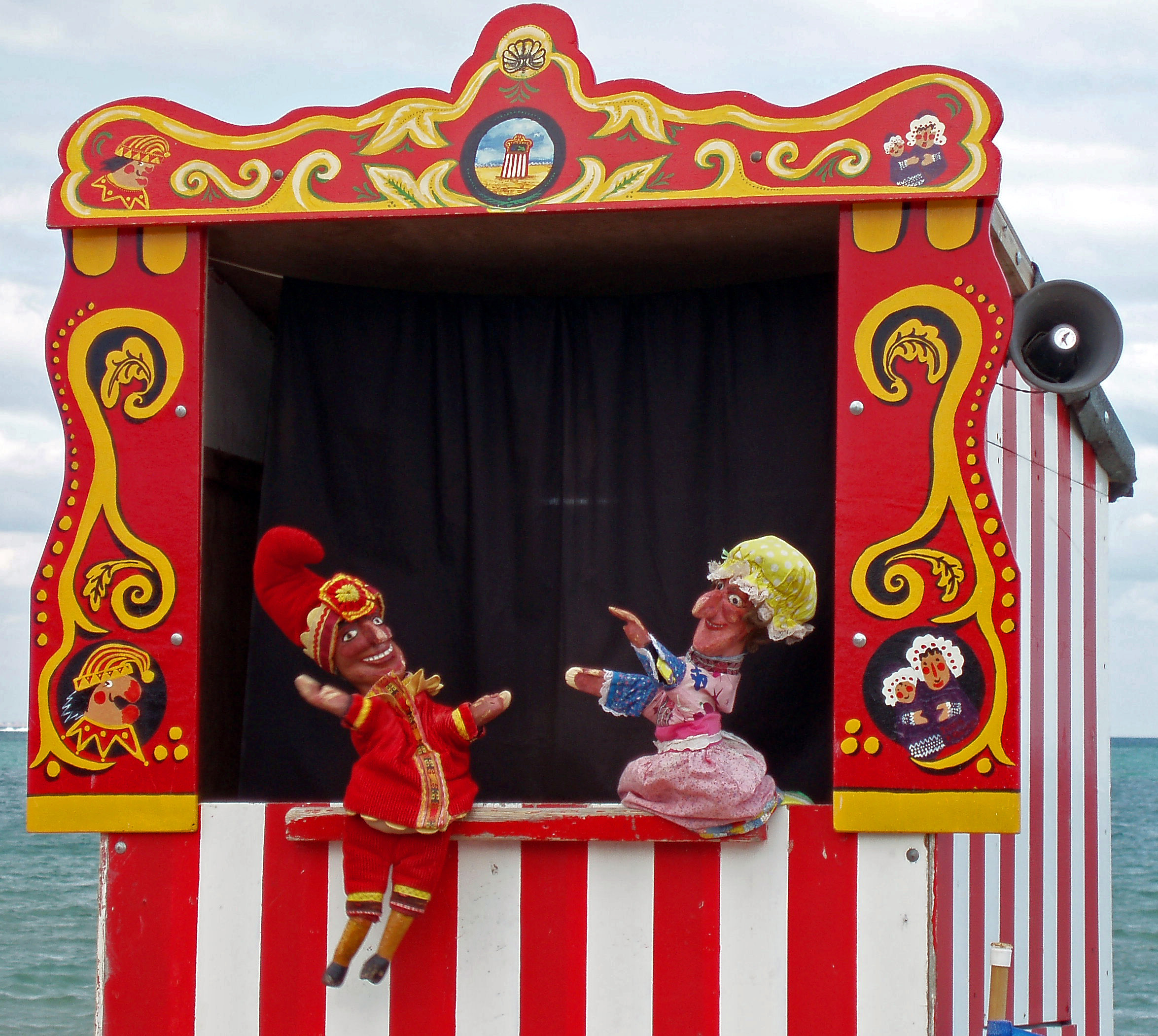
손인형
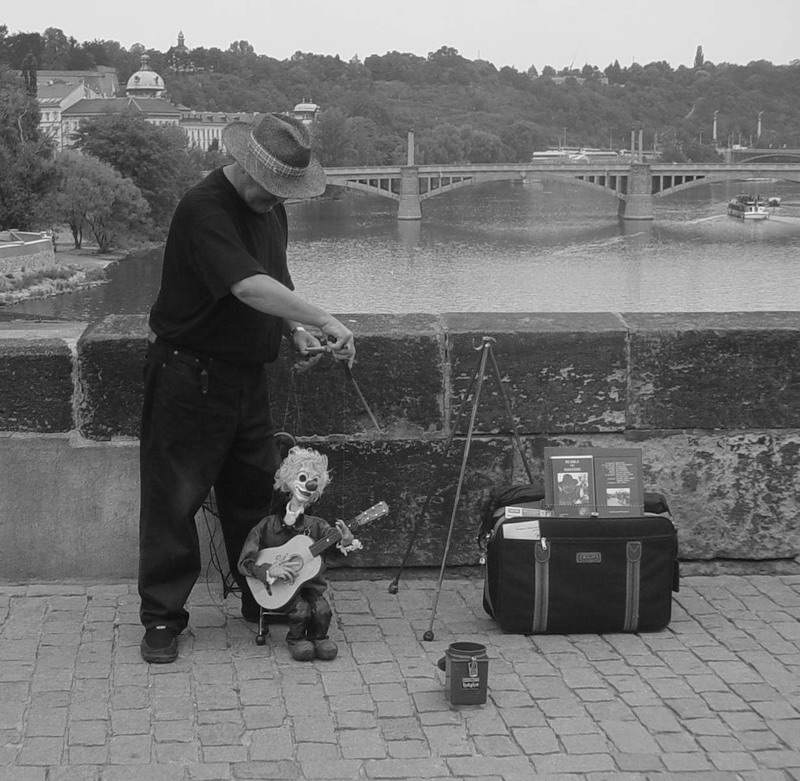
줄인형
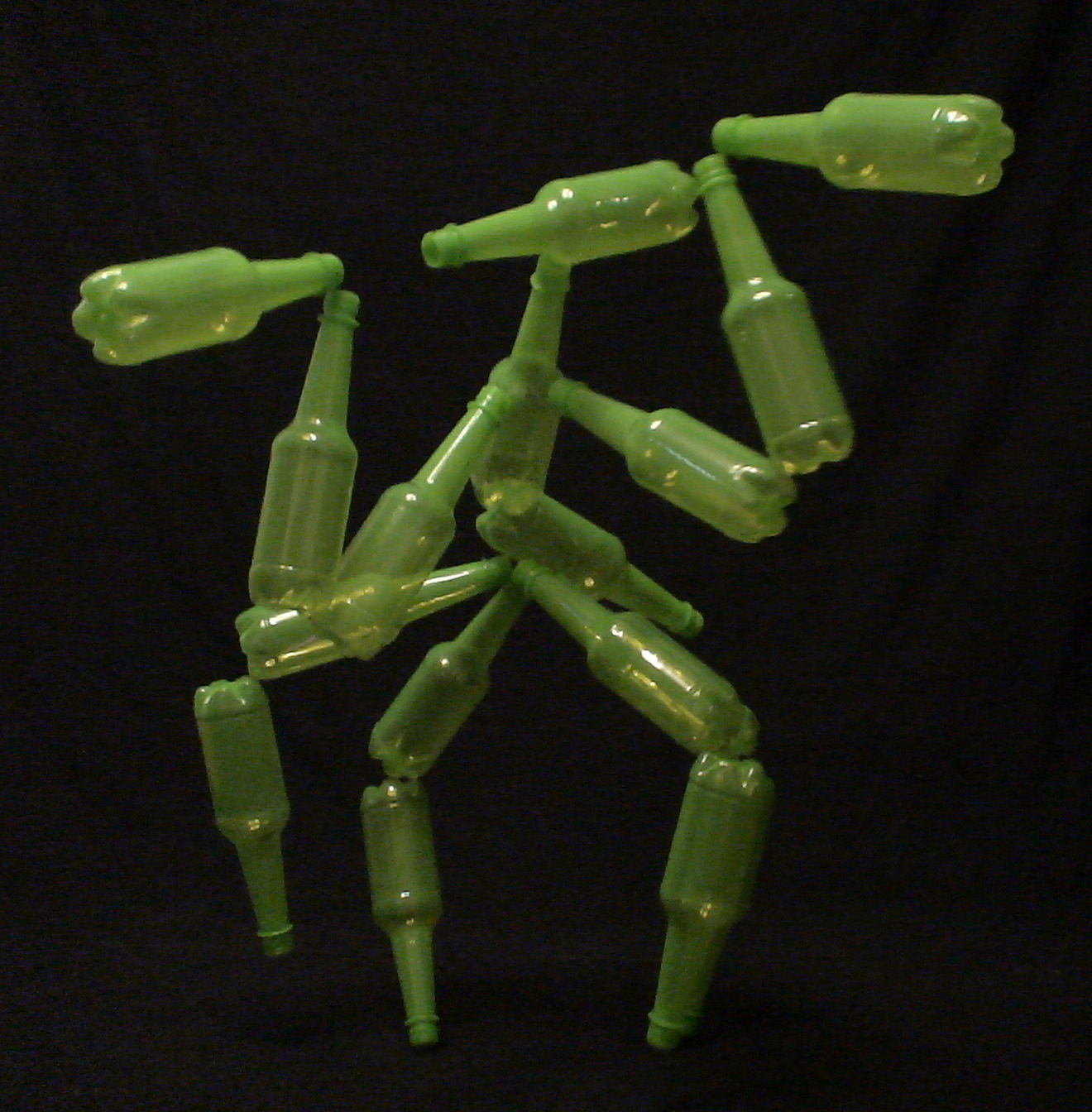
오브제

### 막대인형
'봉인형', '장대인형'이라고도 한다. 주로, 인형의 몸통에 머리까지 이어지는 막대를 꽂고 손에 연결하여 아래 쪽에서 조종하도록 되어 있다. 대개 다리는 고정하지 않고 늘어뜨린 상태를 유지한다.

### 그림자 인형
물체에 빛을 비춰 막에 생기는 그림자로 연희하기 위한 인형을 일컫는다. 주로 흑백만 나타내는 경우도 있으나 가죽이나 색지 등으로 다양한 색깔을 나타내기도 한다.

### 분절인형
분절인형은 관절이 꺽어지도록 만들고 꼭두의 신체 끝 부분이나 관절 부분을 잡고 조종하도록 된 방식이다. 섬세한 조종이 가능한 것이 장점이다. 서양에서는 일본에서 분라쿠가 전해진 탓으로 '분라꾸 인형'(Bunraku-style)이라고 부르기도 한다.

### 오브제

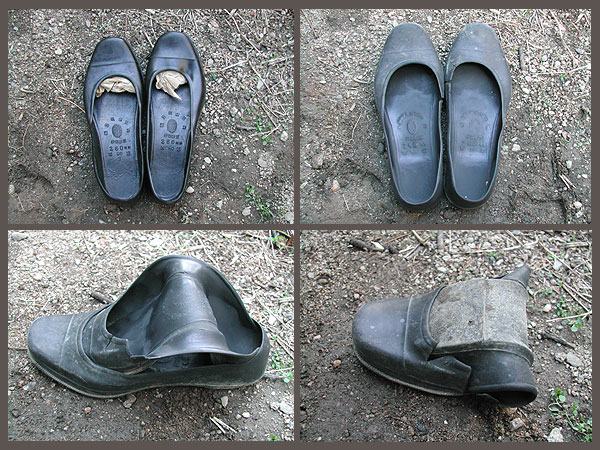
고무신을 '오브제'로 쓴 보기

인형극에서 '오브제'(프랑스어: Objet)는 현대에 들어 다른 예술 영역에서 인형극 영역으로 들어온 개념인데, 꼭두 모양을 하고 있지는 않을 수도 있지만 '꼭두'와 같은 상징적 의미를 담아 쓰는 물체를 이르는 말이다. 굳이 '오브제 인형'이라 하지 않고 보통은 그냥 줄여서 '오브제'라고 이른다.

## 용어에 대한 논란
대한민국에서는 서양 인형극이 들어오면서 일본의 영향을 받아 '인형'(人形), '인형극'(人形劇)이라고 하게 되었다. 하지만 대한민국에서도 전통적인 인형극이 있었던 바 우리말을 살려 '꼭두극', '꼭두각시놀음(놀이)', '꼭두놀음(놀이)', '덜미' 등으로 부르자는 주장도 있다. 한 때, 인형극계 안에서 이런 제안이 공식적으로 논의된 적이 있는데, 그 뜻에는 동감하지만 혼란을 줄 수 있으니 기존 용어를 계속 쓰자는 의견과 우리 고유의 인형극이 있어 그 말을 살려쓸 수 있고 인형극에 대한 잘못된 정의와 인식을 바로잡을 수 있는 기회이므로 우리말을 살려서 고쳐 불러야 한다는 의견이 있었다. 하지만 결국 결론을 내리지 못한 채 '인형극'과 '꼭두극'이 섞여 쓰이고 있다.
또한 일반 사람들이 오해를 하는 것 중에, 흔히 장치에 의해 움직이는 오토마타는 사람에 의해 직접 조종, 연희되는 것이 아니므로 인형'극'으로 보지 않는다.
그 밖에도 인형극의 용어와 관련된 논란에는 다음과 같은 것들이 있다.
- 인형탈을 쓰고 연희를 하는 경우 이것을 인형극으로 볼 것이냐 하는 것이다.

이 경우에는 탈인형극, 탈연극, 탈극 등으로 부르기도 한다.
탈극의 경우에는 탈을 쓴 배우나 탈인형이 극을 이끄는 데 주도적인 역할을 하지만, 조종자가 조종한다기보다는 사람(배우)의 움직임을 표면적으로 보여줄 뿐이라는 점에서 인형극이라 하기 어렵다는 주장이 있다.
단, 퍼레이드나 극에서 대형 인형 속에 사람이 들어가서 조종하는 경우에는 사람이 직접 조종을 통하여 표현해 내므로 인형극으로 본다.
- 입체적인 혹은 평면적인 인형을 가지고 놀면서 구연(口演) 등을 하는 경우다.

이 경우에도 인형이 연희에 참가한다기 보다는 단순히 스토리 전개에 이용만 되기 때문에 인형극으로 보기 어렵다는 주장이다.
- 인형을 단순히 연희의 한 소품으로 쓰는 경우다.

이 경우에는 '인형연극'으로 구분하여 부르기도 한다.
인형 연극의 경우에는 인형이 연희에 좀 더 적극적으로 참여하기는 하나 배우이자 조종자인 사람이 주이고 인형은 표면적인 역할만 하기 때문에 인형극으로 보기 어렵다는 주장이다.
하지만 크게는, 꼭두는 물론 오브제를 쓰는 모든 연희 형태를 일컬어 '인형극'이라고 하는 것이 아직은 일반적이다.

## 같이 보기
- 한국의 인형극
  - 꼭두각시놀음
  - 망석중놀이
- 꼭두
- 탈인형
- 인형연극
- 분라쿠(일본어: 文楽) ← 닌교조루리(일본어: 人形浄瑠璃)